# Johann Georg Albrechtsberger
Johann Georg Albrechtsberger (ur. 3 lutego 1736 w Klosterneuburgu, zm. 7 marca 1809 w Wiedniu) – austriacki kompozytor i teoretyk muzyki.

## Życiorys
Komponował utwory kameralne i muzykę kościelną. Był nauczycielem Ludwiga van Beethovena.
Był austriackim muzykiem, urodzonym w Klosterneuburgu, nieopodal Wiednia. Początkowo studiował muzykę na Stiftsgymnasium Melk (Gimnazjum Opactwa Benedyktynów w Melku) i filozofię w seminarium benedyktynów w Wiedniu i został jednym z najlepiej wykształconych i najlepszych kontrapunktystów swojego wieku. Wśród jego kolegów znajdowali się Michael Haydn i Franz Joseph Aumann. Po tym, jak był zatrudniony jako organista w Raab w roku 1755 i w Maria Taferl w 1757, został mianowany Thurnermeisterem, z powrotem w Stiftsgymnasium Melk. W styczniu 1772 roku został organistą na dworze w Wiedniu, a w 1792 został kapelmistrzem w Katedrze Św. Stefana.
Jego sława jako teoretyka przyciągnęła do niego w wiedeńskiej stolicy dużą grupę podopiecznych, z niektórych później wyrośli wybitni muzycy. Wśród nich Johann Nepomuk Hummel, Ignaz Moscheles, Joseph Weigl, Ludwig van Beethoven, Joseph Leopold Eybler, Carl Czerny, Ferdinand Ries, Johann Peter Pixis, Anton Reicha, Ludwig-Wilhelm Tepper de Ferguson, Antonio Casimir Cartellieri oraz Franz Xaver Wolfgang Mozart. Beethoven pojawił się co prawda w Wiedniu by uczyć się u Josepha Haydna, lecz prędko się zniechęcił, gdy jego pracom nie poświęcano uwagi i ich nie korygowano. Haydn polecił więc swego przyjaciela, Albrechtsbergera, z którym Beethoven studiował harmonię i kontrapunkt. Na zakończenie studiów, młody kompozytor otrzymał notę "cierpliwość, pracowitość, wytrwałość i szczerość prowadzą do sukcesu", co odzwierciedla kompozytorską filozofię Albrechtsbergera. Albrechtsberger zmarł w Wiedniu, jego grób znajduje się na cmentarzu St. Marx.
Jego wydanie dzieła składają się m.in.z preludiów, fug, sonat na fortepian i organy, kwartetów smyczkowych jednak większość jego dzieł, wokalnych i instrumentalnych, występuje tylko w rękopisach. Znajdują się w bibliotece wiedeńskiego Towarzystwa Przyjaciół Muzyki (Gesellschaft der Musikfreunde in Wien).
Około 1765, Albrechtsberger napisał co najmniej 7 koncertów na drumlę i smyczki (trzy przetrwały w Węgierskiej Bibliotece Narodowej w Budapeszcie). Są to dobrze napisane utwory w stylu galant.
Prawdopodobnie największą jego zasługą dla historii muzyki są dzieła teoretyczne. W 1790 w Lipsku opublikował traktat o kompozycji, którego trzecie wydanie pojawiło się w 1821. Kolekcja jego dzieł nt. harmonii, w trzech wolumenach została opublikowana pod patronatem jego ucznia, Ignaza von Seyfrieda (1776–1841) w 1826. Wersja angielska została opublikowana w 1855 roku.
Jego styl kompozytorski wywodzi się z kontrapunktu Johanna Josepha Fuxa, który był kapelmistrzem w katedrze św Szczepana w latach 1713-1741; funkcję tę Albrechtsberger posiądzie 52 lata później.
Jednym z jego najbardziej interesujących dzieł jest koncert na puzon altowy i orkiestrę b-moll. Ze względu na niewielki repertuar utworów na ten instrument, jest on wysoko ceniony przez puzonistów.